# Friedrich von Hausen (Bischof)

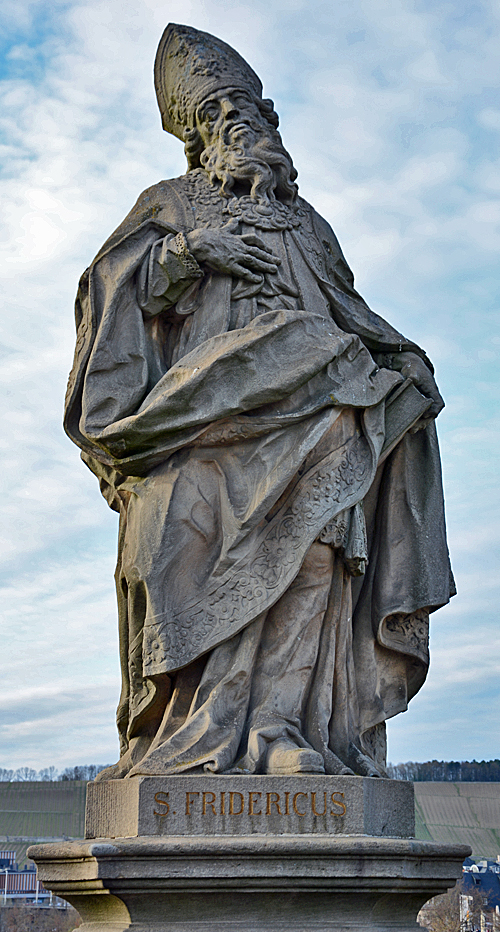
Statue von Fridericus von Hausen auf der Alten Mainbrücke in Würzburg

Friedrich von Hausen († 18. März oder 28. März 1274) war Bischof von Kulm.
Friedrich von Hausen war adliger Abstammung und stammte vermutlich aus der Umgebung von Würzburg, wo seine Familie Güter besaß. Als Priester des Deutschen Ordens kam er vermutlich 1262 mit dem Hochmeister Anno von Sangerhausen nach Preußen und ist mit diesem 1263 bei einem Schiedsgericht in Elbing belegt.
Durch den Einfluss des Ordens konnte Friedrich von Hausen 1263 zum Bischof von Kulm gewählt werden, als welcher er erstmals am 27. Januar 1264 belegt ist. Der Erzbischof von Riga als Metropolit verweigerte Friedrich jedoch die Bestätigung seiner Wahl und die Bischofsweihe, woraufhin dieser sich um Hilfe an den Hochmeister wandte. Der appellierte an Papst Urban IV., welcher den Bischof von Würzburg, Iring von Reinstein-Homburg, mit der Wahlbestätigung und Bischofsweihe beauftragte.
Noch vor seiner Bischofsweihe inkorporierte Friedrich das Domkapitel der Diözese dem Deutschen Orden, wodurch er seinem Orden die Einflussnahme auf zukünftige Bischofswahlen sicherte. Gleichzeitig stattete er das Kapitel neu aus, hob seine Mitgliederstellen auf 24 an und gab ihm statt der Augustinusregel die Regel des Deutschen Ordens.
Als Bischof begegnen wir Friedrich 1265 in einem Ablass für die Dominikaner in Thorn, wo er auch 1266 zu einer Privilegienverleihung durch den Hochmeister an das Hospital weilte. Möglicherweise war es auch Friedrich, der 1266 die Zisterzienserinnen in seiner Bischofsstadt ansiedelte, für die er sich beim Stadtrat für einen Grundstückskauf verwandte. 1272 wurde er durch Papst Gregor X. mit dem Schutz der Augustiner in Schwornigatz beauftragt.
Als es 1272 zu einem Aufstand der Preußen kam, verließ Friedrich seine Diözese und ging ins Reich zurück. Hier nahm er 1272 im Auftrag des Bischofs von Würzburg bischöfliche Handlungen vor. Nach einem Besuch in Marburg finden wir ihn 1273 in Frankfurt. Wo Friedrich starb und beigesetzt wurde, ist nicht bekannt.